# LM3914
LM3914, LM3915, LM3916 (далее LM3914/5/6) — семейство интегральных схем контроллеров линейных десятисегментных шкальных индикаторов на светодиодах, жидкокристаллических или вакуумно-люминесцентных индикаторах. Размах шкалы входного напряжения и предельные выходные токи устанавливаются независимо с использованием встроенного или внешнего источника опорного напряжения. Выходные светодиоды могут коммутироваться параллельно или последовательно, в режимах одиночной точки или непрерывной линейки. Динамический диапазон может быть расширен каскадным включением нескольких микросхем. 
Три модели семейства функционально идентичны и различаются лишь разбивкой шкал встроенных делителей напряжения:
| модель | тип шкалы                                 | сопротивление делителя | динамический диапазон | назначение                   |
| ------ | ----------------------------------------- | ---------------------- | --------------------- | ---------------------------- |
| LM3914 | линейная с шагом 10 % от полной шкалы     | 10 кОм                 | 20 дБ                 | вольтметры                   |
| LM3915 | логарифмическая с шагом 3 дБ              | 22 кОм                 | 27 дБ                 | индикаторы выходной мощности |
| LM3916 | полулогарифмическая c шагом от 10 до 1 дБ | 10 кОм                 | 23 дБ                 | индикаторы типа VU           |

## Устройство

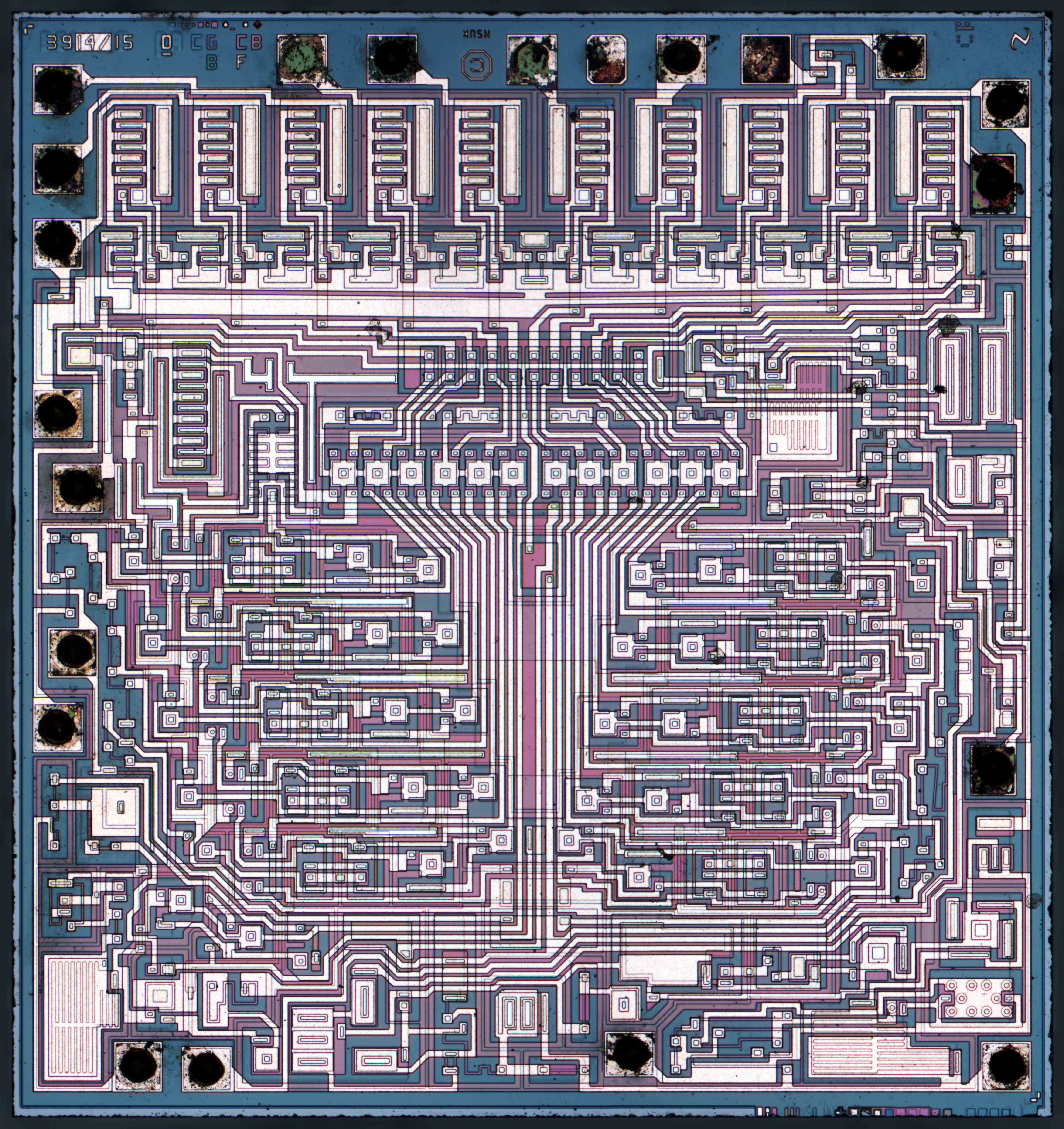
Топология кристалла. Сверху — десять мощных выходных транзисторов

LM3914/5/6 рассчитаны на однополярное питание, напряжение которого не должно превышать +25 В как на входе питания управляющей схемы (вывод 3), так и на открытых коллекторах выходных ключей (выводы 1, 10—18). Предельно допустимая мощность рассеяния микросхем в пластиковом корпусе DIP-18 в документации 1980 года устанавливалась на уровне 625 мВт, в документации 2000-х годов — 1,365 Вт. Разница обусловлена уменьшением термического сопротивления пластикового корпуса со 120 К/Вт в 1980 году до 55 К/Вт в 2000-е годы.
В основе LM3914/5/6 — параллельный аналого-цифровой преобразователь на десяти идентичных компараторах. Каждый из компараторов сравнивает напряжение на выходе входного буферного усилителя с напряжением на соответствующем отводе делителя напряжения. Верхний и нижний выводы делителя подключаются к внутреннему источнику образцового напряжения (ИОН) или к внешним источникам напряжения. Каждый компаратор управляет выходным ключом с открытым коллектором и программируемым ограничением предельного тока. Компараторы не имеют гистерезиса: в режиме одиночной точки, при переходе сигнала через очередной порог, отключение одного и включение другого компаратора происходят плавно, с перекрытием в несколько мВ. Ситуация, при которой в режиме одиночной точки гасли бы оба смежных светодиода, с неизбежным «морганием» индикатора и выбросом помехи в цепь питания, тем самым исключена конструктивно. Длительное одновременное включение смежных светодиодов, а также аномально медленное их включение указывают на самовозбуждение из-за неудачной разводки цепей питания.

## Подключение светодиодов, ЖКИ и ВЛИ
Выходные ключи LM3914/5/6 работают либо в режиме непрерывной линейки, либо в режиме одиночной точки. Жидкокристаллические (ЖКИ) и вакуумно-люминесцентные (ВЛИ) индикаторы коммутируются только параллельно. ВЛИ подключаются к выходам LM3914 непосредственно; дополнительно, между выходами ключей и шиной питания (+12…15В) подключаются сопротивления-шунты величиной 10 кОм. ЖКИ подключаются через разделительные ёмкости величиной 0,1 мкФ. Светодиоды подключаются к выводам LM3914/5/6 либо параллельно в режиме линейки, либо параллельно в режиме одиночной точки, либо последовательно в режиме одиночной точки; в последнем случае фактически отображается непрерывная линейка.

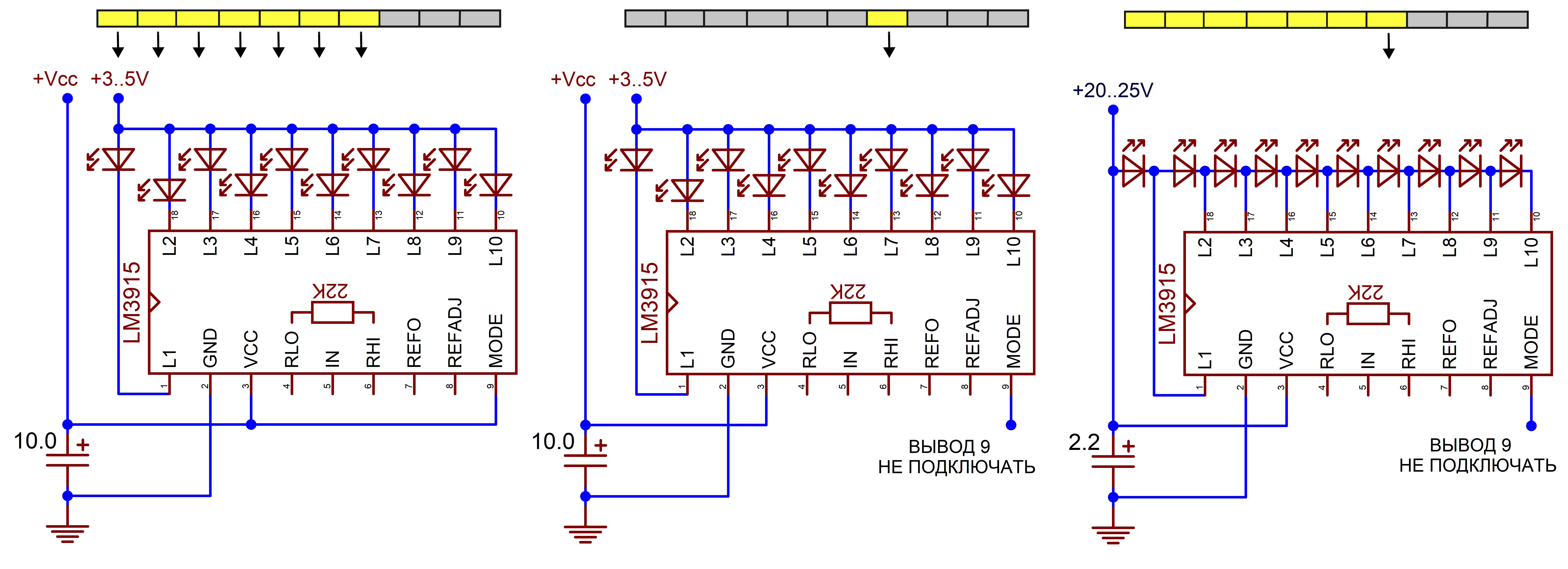
Три варианта коммутации светодиодов: параллельная в режиме линейки, параллельная в режиме одиночной точки, последовательная в режиме одиночной точки

Параллельное подключение в режиме линейки предпочтительно в схемах с низковольтным питанием. Оно допускает применение дежурной засветки светодиодов — для этого катод каждого из них соединяют с общим проводом высокоомным резистором. Недостаток параллельной линейки — высокое и непостоянное, изменяющееся в такт с входным сигналом, потребление тока. При включении всех десяти выходных ключей их суммарный ток может достигать 300 мА, а общее выделение тепла микросхемой может превышать предельно допустимое значение. Во избежание катастрофического перегрева в выходные цепи включают балластные сопротивления, либо применяют общий балластный резистор в цепи питания светодиодов, либо запитывают выходные цепи от отдельного источника напряжения величиной 3…5 В.
Последовательная коммутация предполагает питание цепочки из десяти светодиодов напряжением, близким к предельному (22…25 В), желательно — от стабилизатора на 24 В. Ток, потребляемый таким индикатором от источника питания, практически неизменен. Существуют способы разбиения последовательной цепочки на несколько частей, что позволяет кратно уменьшить необходимое напряжения питания. Например, разбиение одной цепочки на две по пять светодиодов в каждой позволяет использовать напряжение питания 12…18 В.
Встроенные ограничители тока выходных ключей управляются током, вытекающий из вывода 7: порог ограничения ровно в 10 раз превосходит ток вывода 7. В типовых схемах его величину определяет внешнее сопротивление, подключаемое между выводами 7 и 8. Встроенный ИОН стабилизирует напряжение между этими выводами на уровне от 1,2 до 1,32 В (типичное значение — 1,25 В), таким образом внешнее сопротивление в 2 кОм ограничивает выходной ток величиной примерно 6 мА, 1 кОм — 12 мА и так далее, но не более 30 мА. Независимые испытания показали, что встроенные ограничители тока достаточно надёжны и стабильны, и совместимы с нестабилизированными источниками питания.

## Установка шкалы отсчёта и подготовка входного сигнала

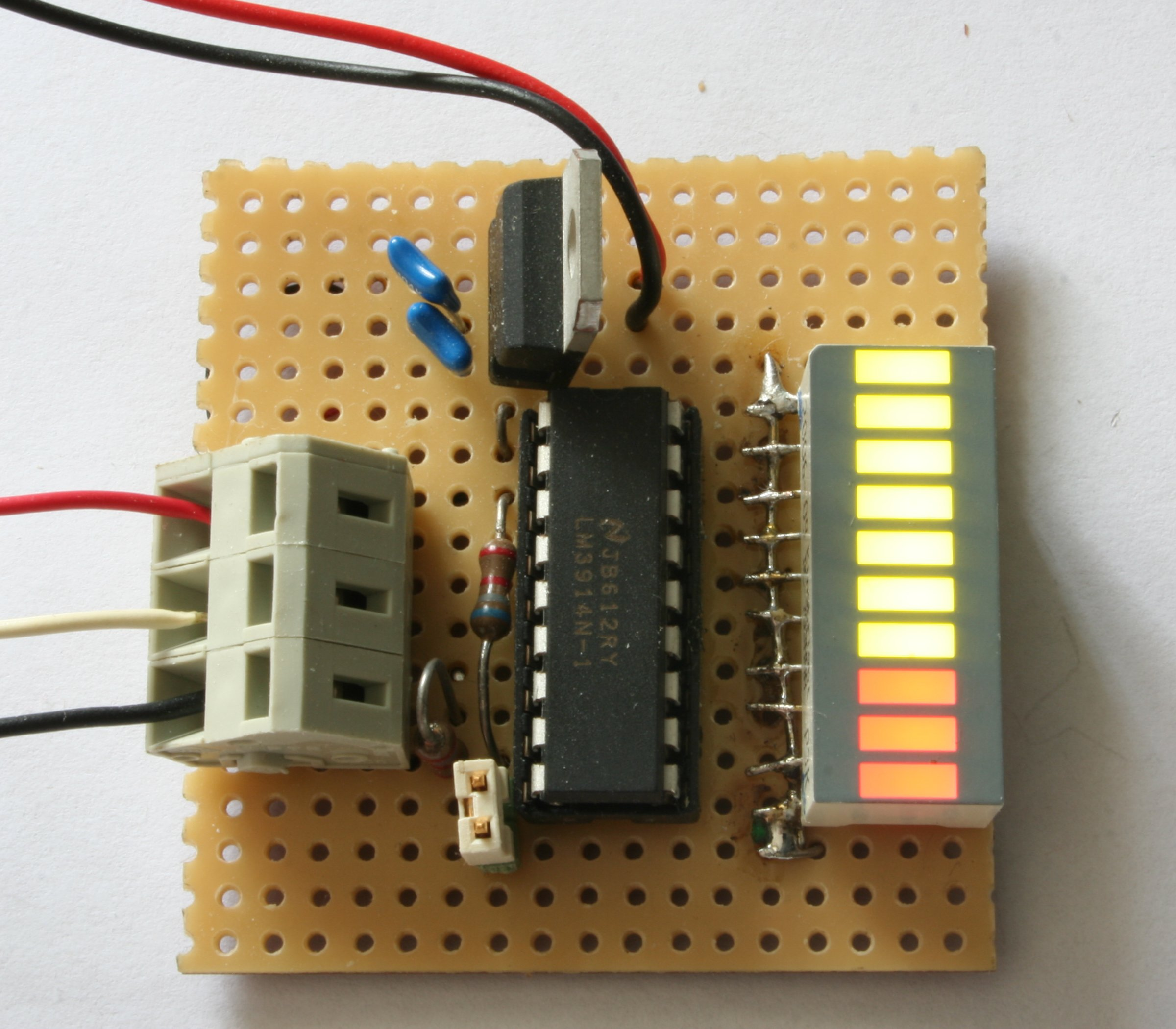
Простейший индикатор на LM3914

Компараторы LM3914/5/6 корректно работают в диапазоне входных напряжений от 0 до +12 В (но не более напряжения питания, уменьшенного на 1,2 В), при этом вход сигнала 5 допускает подключение как сигнала положительной полярности, так и биполярного сигнала с амплитудой в пределах −35…+35 В. При подаче сигнала отрицательной полярности входной ток направляется в общий провод через защитный диод и балластное сопротивление величиной 20 кОм, все выходные ключи находятся в закрытом состоянии. Напряжения на выводах делителя напряжения 4 и 6, устанавливающие шкалу отсчёта, могут перекрывать весь диапазон напряжений питания, но, как и в случае входного сигнала, корректная работа компараторов гарантируется лишь в диапазон напряжений от 0 до +12 В.
В простейшей схеме включения вывод ИОН 8 заземлён, начало шкалы отсчёта привязано к общему проводу, а размах шкалы — к потенциалу на выходе ИОН 7 (около 1,25 В). С точки зрения точности индикатора, размах шкалы желательно увеличить до 10 В. Для этого между выводом 8 и общим проводом включается дополнительный резистор, «приподнимающий» потенциалы выводов 7 и 8, при этом пропорции передачи токов и напряжений незначительно изменяются из-за протекания тока покоя ИОН из вывода 8 в общий провод. Нижнюю и верхнюю границы шкалы отсчёта можно устанавливать и независимо от работы встроенного ИОН, подачей внешних напряжений на нижний (4) и верхний (6) выводы делителя напряжений.
Микросхемы допускают индикацию уровня переменного напряжения непосредственно, без предварительного выпрямления. Производитель рекомендует применять при этом режим одиночной точки и устанавливать максимально возможный ток светодиодов в 30 мА. В этом режиме человек способен уверенно различать уровни излучения светодиодов, соответствующие пиковой амплитуде и средним уровням типичных переменных сигналов. Индикация либо только пиковых, либо только средних значения требует применения внешних выпрямителей соответствующего типа. Выбор схемы выпрямителя определяется назначением устройства и уровнем отображаемых напряжений. Например, при размахе шкалы в 10 В ошибка простого выпрямителя, связанная с падением напряжения на кремниевом диоде, составляет примерно 600 мВ — меньше, чем порог включения первого светодиода в LM3914, но больше чем тот же порог в LM3915. В типичных применениях LM3915 достаточно скомпенсировать падение напряжение на диоде с помощью эмиттерного повторителя на pnp-транзисторе. Ошибка такого выпрямителя составляет примерно 100 мВ, что более чем достаточно для индикатора на одиночной микросхеме. Прецизионные выпрямители на операционных усилителях оправданы лишь в индикаторах с каскадным включением нескольких микросхем.

## Каскадное включение
Логика управления LM3914/5/6 допускает каскадное включение нескольких микросхем как в режиме непрерывной линейки, так и в режиме одиночной точки. Например, каскадное включение двух и трёх LM3915 расширяет динамический диапазон индикатора до 60 и 90 дБ соответственно. Возможно и каскадирование различных микросхем: LM3915 в нижнем плече индикатора и LM3914 в верхнем плече образуют совместно логарифмически-линейный индикатор с динамическим диапазоном 50 дБ; каскадирование LM3915 и LM3916 образует индикатор типа VU с расширенным динамическим диапазоном.
Установка шкал отсчёта для каскадируемых микросхем производится двумя способами. В простейшем из них на сигнальные входы 5 всех микросхем подаётся один и тот же сигнал, а напряжения на выводах установки шкал (4 и 6) масштабируются. Например, при стыковке двух LM3915 верхняя шкала устанавливается на диапазон 0—10 В, а нижняя — на диапазон 0—316 мВ. Точность индикации младших уровней при этом невелика, так как расчётное напряжение срабатывания первого ключа нижней микросхемы (14 мВ) сопоставимо с напряжением ошибки компаратора (10 мВ). Если это оказывается неприемлемым, то используется иной подход: раздельное усиление входного сигнала при одинаковых шкалах отсчёта. Например, для двух LM3915 коэффициенты усиления сигналов, подаваемого на выводы 5 двух микросхем, должны различаться на 30 дБ или в 31,62 раза.